# Projecte Stolpersteine/Pedres de la Memòria
El Projecte Stolpersteine/Pedres de la Memòria consisteix en la instal·lació de llambordes a la via pública amb el nom de víctimes del nazisme i del franquisme a les Illes Balears. És una continuació de les Stolpersteine creades per l'artista alemany Gunter Demnig. L'objectiu de col·locar aquests petits monuments és donar visibilitat i retre homenatge a les víctimes del feixisme.

## Les primeres Stolpersteine a les Illes Balears
Les primeres 14 Stolpersteine es col·locaren el 18 de desembre de 2018 a Palma per a les víctimes a camps de concentració nazi. Fou el fruit de la col·laboració entre el col·legi de Monti-sion i l’Àrea de Cultura, Patrimoni, Memòria Històrica i Política Lingüística de l'Ajuntament de Palma. D'altra banda, a Ciutadella i de la mà de la Confederació General del Treball (CGT), es col·locaren tres llambordes daurades a les víctimes del nazisme.

## Les Stolpersteine a les víctimes del franquismeː les Pedres de la Memòria

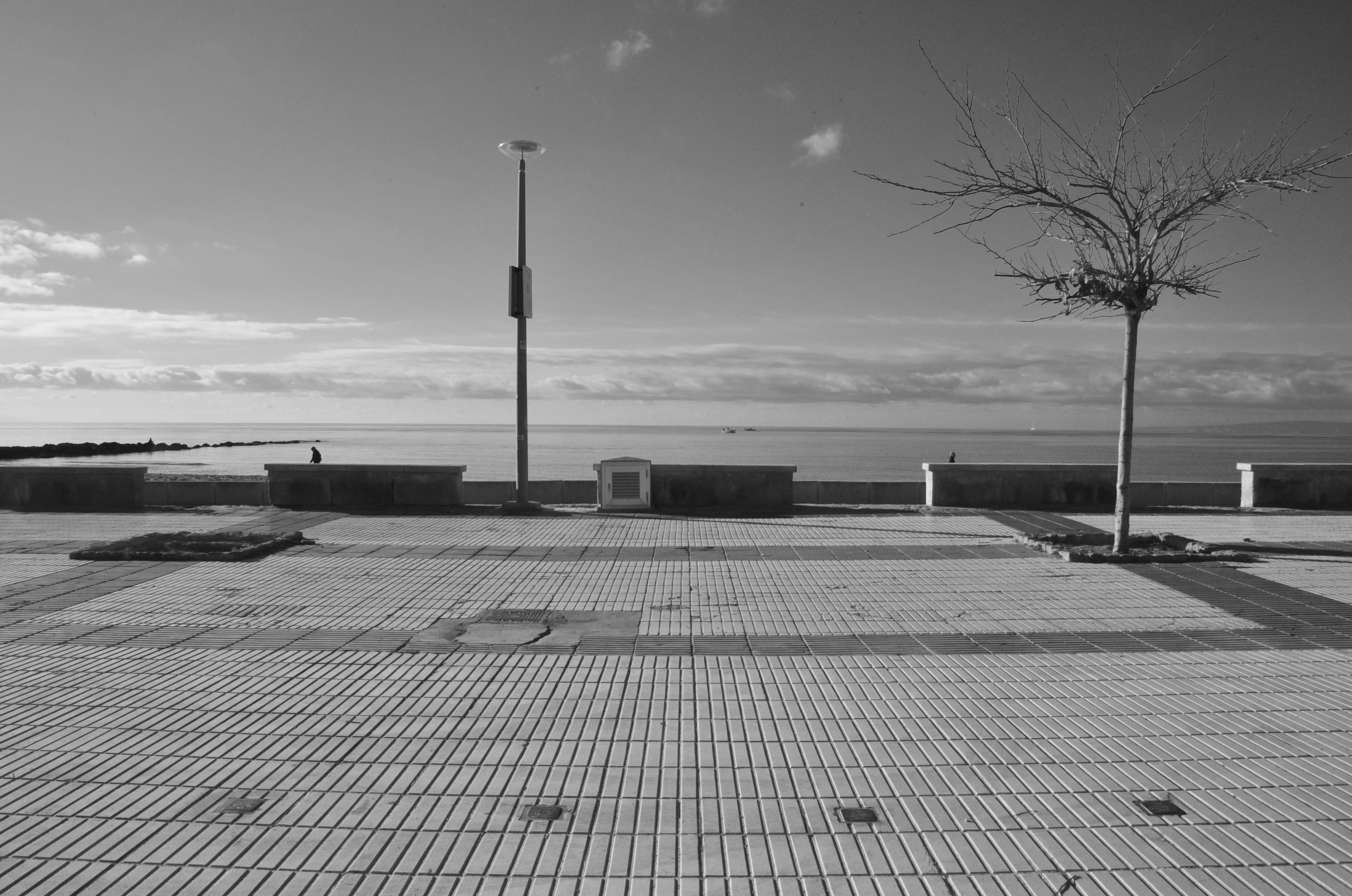
Pedres de la Memòria a Palma

Les víctimes del franquisme no estaven reconegudes en el projecte de les Stolpersteine tot i la relació i col·laboració entre els règims de Franco i Hitler. L'Associació Memòria de Mallorca reivindicà la incorporació de les víctimes amb els mateixos arguments com també s'havia fet a Itàlia amb les víctimes del règim feixista de Mussolini.
Després de posar-se en contacte amb la fundació que presideix actualment l'escultor i proposar-li que s’obrís a les víctimes del franquisme, s'estudià el cas i la fundació hi accedí. A partir d’aquí, Memòria de Mallorca, va començar a treballar en el projecte centrant-se en els batles republicans assassinats a l’illa. D'aquesta manera també, obriren pas als actuals ajuntaments per poder reconèixer altres col·lectius de víctimes del seu municipi. Com que la repressió es dugué a terme en altres municipis, s'implicà també a altres ajuntaments, fent així partícips a les institucions publiques com a garants de la preservació i difusió de la memòria de les víctimes del feixisme.
El Consell de Mallorca assumí fer-se càrrec del cost de les plaques i de l’organització, treballant des de la Conselleria de Presidència i Participació Ciutadana a través de la Direcció Insular de Presidència i Relacions Institucionals.
Així com les Stolpersteine originals eren de color daurat i identificaven les víctimes del nazisme, les Pedres de la Memòria (o Remembrance Stones) són de color platejat.
Així doncs, el 18 de desembre de 2018, l’autor alemany visità Mallorca i procedí a col·locar les primeres llambordes d'Espanya a les víctimes del franquisme a Mallorca, en concret foren 19 a diferents pobles de l’illa.

## La continuació del projecte
El mes de febrer de 2021 s'instal·laren a diferents pobles de Mallorca 97 noves peces (54 daurades i 43 platejades). Les ubicacions d'aquesta nova remesa de peces eren també a Menorca, Eivissa, Formentera, Barcelona i Madrid.

## Relació de les peces col·locades[3][4][5][6][7]
| Foto | Nom                             | Municipi                  | Lloc                                         | Coordenades                                                     | Posada                 |
| --- | ------------------------------- | ------------------------- | -------------------------------------------- | --------------------------------------------------------------- | ---------------------- |
| | Antoni Adrover Santandreu       | Son Negre                 | Plaça de l'ajuntament                        | 39° 34′ 58.61″ N, 3° 16′ 4.86″ E / 39.5829472°N,3.2680167°E     | 18 de desembre de 2018 |
| Anomenat popularment En Ravenet (1898 - Manacor, 1936). Treballador del camp, foraviler. Vivia a Son Campanario. Fou anomenat Delegat de l'Ajuntament a Son Negre. Detingut i assassinat el setembre del 36 fou mort a Son Coletes. Tenia trenta-vuit anys i estava casat. |                                 |                           |                                              |                                                                 |                        |
| | José María Aguirre Salaberría   | Palma                     | C/ Dionís Bennàssar, 5                       | 39° 35′ 59.51″ N, 2° 38′ 31.42″ E / 39.5998639°N,2.6420611°E    | 16 de desembre de 2018 |
| |                                 |                           |                                              |                                                                 |                        |
| | Joan Alemany Villalonga         | Búger                     | Plaça de l'ajuntament                        | 39° 45′ 29.76″ N, 2° 59′ 0.09″ E / 39.7582667°N,2.9833583°E     | 17 de desembre de 2018 |
| Anomenat de Can Julià. (Búger, 1891 - Santa Maria del Camí, 1936). Fou comerciant i polític, tot i que el seu ofici primer era ebenista. Havia emigrat a l'Argentina on va tenir un cert èxit econòmic. Després va ser propietari d'una botiga de queviures al carrer de Lluís Salvador de Ciutat de Palma regentada per la seva dona. Estava afiliat al Partit Republicà Federal. El 1931 fou elegit democràticament batle de Búger i diputat provincial. L'any 1934 fou empresonat com a conseqüència dels fets d'octubre. Milità a Esquerra Republicana Balear i en esclatar el cop d'estat de 1936, va intentar sortir de l'illa. El dia 20 va anar al Port de Felanitx i no va trobar cap barca. Passà a Sóller, d'on va fugir en ser delatat. Finalment va anar a Pòrtol -a la casa d'un home de Búger amic seu- on va ser detingut pels falangistes de la localitat que el van escarnir i torturar brutalment abans de ser assassinat prop del cementeri de Santa Maria del Camí, el 27 de setembre de 1936.Tenia quaranta-cinc anys i era casat. |                                 |                           |                                              |                                                                 |                        |
| | Antoni Amer Llodrà              | Manacor                   | Plaça de l'ajuntament                        | 39° 34′ 9.3″ N, 3° 12′ 31.1″ E / 39.569250°N,3.208639°E         | 18 de desembre de 2018 |
| Anomenat Garanya (Manacor, 12 de febrer de 1882 - Manacor, 29 de desembre de 1936). Treballà de selleter i més tard de majorista de cuirs i productes de selleteria. Va regentar també una agència de viatges, una gestoria, línies regulars de transport i la compra venda de productes diversos. Home polifacètic i emprenedor, va viure tota la seva vida a Manacor. Compromès i progressista, el 1911 ja fou elegit regidor per la candidatura republicana-socialista, i el 1913 fou un dels fundadors del Partit Autònom d'Unió Republicana. El 1931 es va presentar a les eleccions del Front únic Antimonàrquic i fou elegit batlle de la seva ciutat i diputat provincial. El 1934 va formar la Unió Republicana Mallorquina. En els anys en què fou cap de la batllia, va fomentar la cultura i la creació d'escoles nacionals, intentà sanejar la malmesa economia municipal (després dels anys de la dictadura i la crisi del 29) i va intentar pal·liar el problema de l'atur, oposant-se al caciquisme. Aconseguí posar en marxa un sistema públic de salut i comença el Pla General d'Ordenació Urbanística de Manacor, un projecte innovador i racional. En produir-se el cop d'estat era a Palma, on es va amagar en varis llocs per intentar tornar a Manacor, on finalment fou detingut, empresonat i assassinat. |                                 |                           |                                              |                                                                 |                        |
| | Joan Amer Vadell                | Manacor                   | C/ Alegria, 7                                | 39° 34′ 16.04″ N, 3° 12′ 23.63″ E / 39.5711222°N,3.2065639°E    | 27 de febrer de 2021   |
| De Manacor, va néixer l’any 1897. S’exilià l’any 1939 a Perpinyà on seria detingut i deportat a Dachau l’any 1944. Moriria assassinat el 21 de febrer de 1945. Tenia 48 anys. |                                 |                           |                                              |                                                                 |                        |
| | Julián Andrés Hernández         | Maó                       | Camí des Castell 108                         | 39° 53′ 8.19″ N, 4° 16′ 8.6″ E / 39.8856083°N,4.269056°E        | 6 de març de 2021      |
| (Torralba de Ribota, Saragossa, 1901 – Illetes, 1936) Militar Executat a Illetes Julián neix el 6 de setembre de 1901 a Torralba de Ribota, un poblet que avui té 200 habitants i es troba a l’àrea de Calatayud. Son pare era Nicolás Andrés i sa mare, Francisca Hernández. De Julián coneixem tres germans: Enrique, Pedro i Carmen. Julián fa carrera militar. Arriba a Menorca a principis dels anys trenta. Julián s’integra en la vida maonesa i es casa amb Rosa Morlà Camps (Maó, 2 de maig de 1909), el 30 de juliol de 1932. Julián i Rosa tenen a Nicolás Julián (Maó, 5/8/1933 – 2008) i Enrique (Maó, 13/4/1935 – 2008). Julián és un dels sergents que defensa la República davant el cop d’estat dels caps i oficials, a Santiago. Probablement per açò, a Julián Andrés se li dona el comandament d’un batalló que es desplega a Ciutadella. Intervé també en el desembarcament de Bayo a Mallorca. El novembre és destinat a Albacete i és detingut en l’apressament del vapor Ciudadela. El Consell de Guerra contra Julián Andrés i altres té lloc a l’Institut de Palma, el 19 de novembre de 1936. Està presidit pel tinent coronel d’artilleria, Gerardo Martínez de Tejada. El tribunal dictarà la pena de mort el mateix 19 de novembre. L’Auditor de Guerra l’aprovà un dia després. A les vuit i mitja del matí del dia 21 de novembre, un piquet del Grup Mixt d’Artilleria núm. 1, dispara sobre l’aragonès a un mur del fort d’Illetes (Calvià). El cadàver durà el nombre 1285 i serà inhumat a les 11.00 h al cementeri de Palma a un lloc que identifiquen com «en los hoyos del mismo cementerio». El cos de Julián Andrés va quedar al cementeri de Palma. Actualment, els seus nets s’interessen per recuperar-lo i tornar-lo a Menorca. |                                 |                           |                                              |                                                                 |                        |
| | Ramón Artola Casals             | Campos                    | Plaça major                                  | 39° 25′ 50.95″ N, 3° 1′ 10.32″ E / 39.4308194°N,3.0195333°E     | 15 de març de 2021     |
| |                                 |                           |                                              |                                                                 |                        |
| | Eugenio Balduz Asensio          | Sant Jordi                | C/ De Can Conet, 22                          | 39° 33′ 26.5″ N, 2° 46′ 47.3″ E / 39.557361°N,2.779806°E        | 16 de desembre de 2018 |
| |                                 |                           |                                              |                                                                 |                        |
| | Miguel Azuaga Villalonga        | Sóller                    |                                              | 39° 47′ 48.93″ N, 2° 41′ 41.12″ E / 39.7969250°N,2.6947556°E    | 2 de juny de 2021      |
| |                                 |                           |                                              |                                                                 |                        |
| | Enric Bagur Carreras            | Maó                       | Sa Rovellada de Dalt, 143                    | 39° 53′ 23.36″ N, 4° 15′ 30.68″ E / 39.8898222°N,4.2585222°E    | 17 de març de 2021     |
| |                                 |                           |                                              |                                                                 |                        |
| | Enric Ballester Dalmedo         | Maó                       | Camí den Guixó                               | 39° 50′ 27.71″ N, 4° 14′ 53.85″ E / 39.8410306°N,4.2482917°E    | 17 de març de 2021     |
| |                                 |                           |                                              |                                                                 |                        |
| | Juana Baño Morales              | Palma                     | C/ Can Salat                                 | 39° 34′ 15.77″ N, 2° 39′ 19.47″ E / 39.5710472°N,2.6554083°E    | 28 de febrer de 2021   |
| Nascuda a Palma, vivia al barri de la Porta de Sant Antoni. Tenia 50 anys quan desaparegué, juntament amb la seva parella Ramon Fuster, el 28 de setembre de 1936. Fou trobada morta a la carretera de Palma a Calvià dia 2 de octubre de 1936. Al seu company també el trobaren mort al cementiri de Palma dies després. |                                 |                           |                                              |                                                                 |                        |
| | Floreal Barber Piris            | Maó                       | C/ de Gràcia, 43                             | 39° 53′ 9.96″ N, 4° 15′ 53.53″ E / 39.8861000°N,4.2648694°E     | 17 de març de 2021     |
| (Alaior, 1910 – la Mola, 1939) Obrer a la fàbrica de gomes Codina Executat a la Mola Floreal neix el dia primer d’octubre de 1910 a Alaior. És un dels sis fills de Jaume Barber Pelegrí (Mercadal, 8 de desembre de 1881) i Rita Piris Melià (Alaior, 1 de novembre de 1885). De Jaume Barber sabem que és republicà i anticlerical, encara que desconeixem l’orientació del seu ideari. Floreal viu el seu procés de socialització ja a Maó a través de l’associacionisme catòlic. El gener de 1934 és elegit vicesecretari de la Joventut Socialista de Maó, té 23 anys. En aquesta mateixa època entra com a redactor de la pàgina de joventut al periòdic Justicia Social, portaveu de l’Agrupació Socialista de Maó. Barber era un conegut jugador de futbol, cantant líric i actor en la companyia de l’Orfeó Maonès. Abans del juliol de 1936 ja és un dirigent reconegut. Floreal s’incorpora a l’administració republicana en guerra. El 25 d’agost de 1936 entra com a regidor a l’Ajuntament de Maó en representació de la JSU. El setembre de 1936 és membre de la Comissió de Cultura i Educació de l’Ajuntament de Maó. L’octubre de 1936 entra a files. El mes d’agost de 1937 és nomenat comissari polític del 6è Batalló del Regiment d’Infanteria núm. 37, càrrec que ocuparà fins al final de la guerra. El dia 8/9 de febrer de 1939, Floreal no pot arribar a temps per pujar al creuer britànic Devonshire i és detingut. Barber Piris no participa en cap acte de violència. Això no obstant, en el Consell de Guerra fet el 14 de febrer, quatre dies després de la detenció, és condemnat a mort. El 17 de febrer, el comandant militar ordena que dos cotxes s’emportin els condemnats de l’Hotel Central (Maó) a la Mola, on a les sis i mitja de la matinada moren afusellats per un piquet d’infanteria. Floreal és enterrat en una fosa comú del cementiri des Castell. Sembla que el seu cos mai no va ser recuperat. |                                 |                           |                                              |                                                                 |                        |
| | Magdalena Bassa Galmés          | Son Carrió                | Plaça de l'Esglèsia - C/ Costa i Llobera, 8  | 39° 35′ 10.98″ N, 3° 19′ 12.09″ E / 39.5863833°N,3.3200250°E    | 25 de febrer de 2021   |
| Nascuda a Manacor el 1908, jornalera, casada i amb fills. Fou detinguda després del reembarcament de les tropes del capità Bayo (3-4 de setembre de 1936) per un grup de falangistes que cercaven el seu marit. Fou assassinada a Son Coletes (Manacor) el 4 de setembre de 1936. |                                 |                           |                                              |                                                                 |                        |
| | Teresa Bellera Cemeli           | Barcelona                 |                                              |                                                                 |                        |
| |                                 |                           |                                              |                                                                 |                        |
| | Joan Beltran Torrent            | Ciutadella                | Plaça de la Llibertat                        | 40° 0′ 5.18″ N, 3° 50′ 23.77″ E / 40.0014389°N,3.8399361°E      | 5 de març de 2021      |
| (Campos, ca. 1896 – la Mola, 1939) Carrabiner Executat a la Mola Joan va néixer a Campos (Mallorca) circa 1896. Fou fill de Joan Beltrán i Maria Torrent. Tenia una germana, de nom Francisca. Era carrabiner i feia anys que residia a Ciutadella, poble on s’havia ben integrat. Devers 1917 es casa amb la ciutadellenca Bàrbara Torrent Comellas (Ciutadella, ca. 1908), que és cosina seva. Abans de 1936, Joan Beltrán i Bàrbara Torrent han tingut quatre fills: Joan (12/06/1918), Josep (3/06/1923), Antoni (1/01/1926) i Maria Violeta (12/09/1932), tots nascuts a Ciutadella. No sembla que la parella sigui d’ideologia molt revolucionària, ja que veiem com els seus fills estudien al col·legi salesià. Joan Beltrán està sempre destinat a Ciutadella. Acabada la guerra, Beltrán Torrent pare és detingut. En l’informe del Servei d’Informació de la Policia Militar se’l presenta com a comunista, propagandista, actiu en els saqueigs i detencions. En el resum de la causa, Mateo Bosch recorda que Beltran ha estat comptador del Comitè pro milícies, que ha pres articles en tendes de queviures i que ha confiscat aparells de ràdio [Causa 518/1939. Full 18]. A l'endemà, tres dies després d’iniciar la causa, Joan Beltran passa davant el consell de guerra que presideix José Ferrer Ibáñez, tinent coronel d’infanteria. El fiscal, Fuster Forteza, demana per ell la pena de mort. El defensor, Bo Cabrera, posa de manifest la feblesa de les proves i argument que Beltrán ha estat víctima de les venjances personals en forma d’acusació. És ben igual, el tribunal el condemna a mort. El 20 de març de 1939, Joan Beltrán mor executat als murs de la Mola. És enterrat a la fosa comuna núm. 14 del primer eixample del cementeri de Maó. El seu fill, Joan Beltrán Torrent, com ell, serà detingut i condemnat a presó. La família queda destrossada. Bàrbara Torrent està cada cop més malalta. Ja no pot tenir ànsia dels fills. És la família materna que fa pinya per sortir d’aquell pou de misèria. Bàrbara mor entre 1944 i 1945, de tristesa i mala salut. La família es refà. Francisca Torrent Comellas (Ciutadella, 1901) es fa càrrec dels fills. Tots passen a viure a una «casa barato», al carrer de Ferreries, a la nova barriada coneguda com a El Ranxo. El 2 de maig de 1953, quan els familiars finalment han aconseguit l’autorització a força d’insistir, les seves restes són traslladades al cementeri de Ciutadella. És el seu fill, Josep, qui va a cercar-lo al cementeri maonès. L’any 1982, la seva filla, Violeta Beltrán, inicia els tràmits per acollir-se a la Llei d’amnistia i rep una pensió.                                                                                             |                                 |                           |                                              |                                                                 |                        |
| | Pere Bennàssar Bernat           | Sóller                    |                                              | 39° 47′ 48.93″ N, 2° 41′ 41.12″ E / 39.7969250°N,2.6947556°E    | 2 de juny de 2021      |
| |                                 |                           |                                              |                                                                 |                        |
| | Joan Bonet Ribas                | Eivissa                   |                                              |                                                                 |                        |
| |                                 |                           |                                              |                                                                 |                        |
| | Antoni Bonet Tur                | Eivissa                   |                                              |                                                                 |                        |
| |                                 |                           |                                              |                                                                 |                        |
| | Daria Buxade Adroher            | Barcelona                 |                                              |                                                                 |                        |
| |                                 |                           |                                              |                                                                 |                        |
| | Mercè Buxade Adroher            | Barcelona                 |                                              |                                                                 |                        |
| |                                 |                           |                                              |                                                                 |                        |
| | Vicent Cabanillas Ramón         | Eivissa                   |                                              |                                                                 |                        |
| |                                 |                           |                                              |                                                                 |                        |
| | Pere Josep Cànaves Salas        | Pollença                  | Plaça de l'ajuntament                        | 39° 52′ 42.42″ N, 3° 0′ 52.91″ E / 39.8784500°N,3.0146972°E     | 16 de desembre de 2018 |
| (1879 - Palma, 1938). Era mariner, encara que no exercia, ja que podia viure de diversos negocis i rendes. Fou anomenat batle en triomf del Front Popular el febrer de 1936, ja que formava part d'Esquerra Republicana. Precisament a Pollença hi ha ver un dels pocs intents de fer front al carrer al cop militar de l'exèrcit africanista. Els pollencins, amb el seu batlle al capdevant, van pagar molt car la seva lleialtat a la república instaurada democràticament. El judici en el qual Pere Josep Cànaves fou condemnat a mort, fou sense cap mena de dubte un dels més espectaculars de tots el que se celebraren, ja que foren encausades cent quaranta-set persones entre militars de la base d'hidroavions i gent del poble. El fiscal va sol·licitar disset penes de mort i n'executaren vuit. Entre els indultats figuraven els dos fills del batle, Pere i Antoni, que l'acompanyaren fins als darrers moments de la seva vida. |                                 |                           |                                              |                                                                 |                        |
| | Àlvar Cardona Carreras          | Maó                       | C/ Bonaire 3                                 | 39° 53′ 19.88″ N, 4° 15′ 48.68″ E / 39.8888556°N,4.2635222°E    | 7 de març de 2021      |
| |                                 |                           |                                              |                                                                 |                        |
| | Jaume Carrió Bauzà              | Son Carrió                | Plaça de l'ajuntament                        | 39° 35′ 10.29″ N, 3° 19′ 12.78″ E / 39.5861917°N,3.3202167°E    | 25 de febrer de 2021   |
| Li deien en Pompeia. Treballava de foraviler i tenia trenta-tres anys. Casat, amb Magdalena Bassa, que també fou assassinada. Era el batle de Son Carrió i possiblement pertanyia a Esquerra Republicana. Quan va produir-se el desembarcament de les tropes de Bayo, hi va unir el seu esforç i la seva escopeta. El cansament i les males condicions de vida, agreujaren la malaltia estomacal que patia i, dies abans del reembarcament, ell, malalt, oferia l'estampa del soldat vençut. La nit del tres al quatre de setembre del trenta-sis, va quedar a dormir en una caseta de camp anomenada Son Sanxo i quan va llevar-se, els republicans de Catalunya eren lluny de la costa. Conscient que havia perdut la partida, no dubtà en penjar-se abans de caure presoner de les milícies de Falange. Sembla que li restà ànim per enviar un missatge a son pare: "Mon pare, si em penj, és perquè no vull morir humiliat pels carrers de Manacor". Altres versions indiquen que els feixistes el varen penjar perquè algunes persones varen veure el cos i tenia les mans fermades a l'esquena. |                                 |                           |                                              |                                                                 |                        |
| | Josep Caules Pons               | Ciutadella                | Sant Miquel 21                               | 40° 0′ 9.99″ N, 3° 50′ 13.32″ E / 40.0027750°N,3.8370333°E      | 19 de desembre de 2018 |
| |                                 |                           |                                              |                                                                 |                        |
| | Llorenç Cobos Lluy              | Eivissa                   |                                              |                                                                 |                        |
| |                                 |                           |                                              |                                                                 |                        |
| | Jaume Colomar Juan              | Formentera                |                                              |                                                                 |                        |
| |                                 |                           |                                              |                                                                 |                        |
| | Francesc Costa Torres           | Sant Jordi de ses Salines |                                              |                                                                 |                        |
| |                                 |                           |                                              |                                                                 |                        |
| | Miquel Costa Yern               | Formentera                |                                              |                                                                 |                        |
| |                                 |                           |                                              |                                                                 |                        |
| | Pau Crespí Villalonga           | Mancor de la Vall         | Plaça de l'ajuntament                        | 39° 45′ 1.28″ N, 2° 52′ 16.34″ E / 39.7503556°N,2.8712056°E     | 17 de desembre de 2018 |
| (Lloseta, 1879 - Alaró, 1936). Fou un sabater i batlle republicà de Mancor de la Vall. Fou president la societat La Esperanza del Obrero (1931). El març de 1931 va prendre possessió com a president de la comissió gestora que el govern civil va imposar a Mancor. El seu segon fill també era gestor d'aquesta. Fou detingut i assassinat juntament amb el seu fill Onofre Crespí Riera, de tan sols 21 anys. Pare i fill foren segrestats per un grup de falangistes i duts a la Costa de Tofla, a la carretera entre Alaró i Lloseta, on foren assassinats. |                                 |                           |                                              |                                                                 |                        |
| | Emili Darder Cànaves            | Palma                     | Plaça de Cort                                | 39° 34′ 9.97″ N, 2° 38′ 52.98″ E / 39.5694361°N,2.6480500°E     | 18 de desembre de 2018 |
| |                                 |                           |                                              |                                                                 |                        |
| | Antoni Ensenyat                 | Palma                     | Plaça de la pescateria                       | 39° 34′ 11.28″ N, 2° 39′ 2.1″ E / 39.5698000°N,2.650583°E       | 17 de desembre de 2018 |
| |                                 |                           |                                              |                                                                 |                        |
| | Joan Escanellas Moll            | Artà                      | Plaça del conqueridor                        | 39° 41′ 36.25″ N, 3° 20′ 57.59″ E / 39.6934028°N,3.3493306°E    | 24 de febrer de 2021   |
| De malnom Tet i Rei. Fou un dels dirigents històrics de l’obrerisme artanenc, va presidir la primera Junta de la Federació Obrera, constituïda el gener de 1909. Conrador de professió, des de la constitució del Centre Republicà Federal d’Artà, després Acció Republicana i finalment Esquerra Republicana Balear, va ser membre de les successives juntes directives. El 1936 va ser membre de la Junta Gestora del Front Popular amb el carrer de primer tinent de batle. El 20 d’agost de 1936, amb 70 anys d’edat, va ser assassinat a un dels horts de Sos Sanxos per un escamot falangista artanenc que ja una setmana abans l’havia perseguit a trets sense que l’aconseguissin abatre. |                                 |                           |                                              |                                                                 |                        |
| | Vicent Ferrando Botella         | Maó                       | Carrer de Santa Cecilia 21                   | 39° 53′ 17.63″ N, 4° 16′ 12.65″ E / 39.8882306°N,4.2701806°E    | 6 de març de 2021      |
| |                                 |                           |                                              |                                                                 |                        |
| | Pere Ferrer                     | Eivissa                   |                                              |                                                                 |                        |
| |                                 |                           |                                              |                                                                 |                        |
| | Antoni Ferrer Calvo             | Eivissa                   |                                              |                                                                 |                        |
| |                                 |                           |                                              |                                                                 |                        |
| | Catalina Flaquer Pascual        | Palma                     | Carrer Felicià Fuster / Carrer Joan Maragall | 39° 33′ 42.33″ N, 2° 39′ 53.27″ E / 39.5617583°N,2.6647972°E    | 28 de febrer de 2021   |
| Nascuda el 1876, era natural de Capdepera i vivia al Molinar. Es guanyava la vida fent senalles d’espart. Mare d’un fill i tres filles, militava al Partit Comunista. Detinguda el 2 d’agost de 1936, fou internada a la Presó Provincial de Palma i després a la Presó de dones del carrer Sales. Desaparegué i fou assassinada juntament amb dues de les seves filles a Porreres, el 5 de gener de 1937. |                                 |                           |                                              |                                                                 |                        |
| | Bartomeu Florit Pellicer        | Maó                       | C/ Santa Eulàlia, 11                         | 39° 53′ 16.09″ N, 4° 16′ 5.74″ E / 39.8878028°N,4.2682611°E     | 6 de març de 2021      |
| |                                 |                           |                                              |                                                                 |                        |
| | Climent Garau Joan              | Porreres                  | Plaça de l'ajuntament                        | 39° 31′ 0.64″ N, 3° 1′ 21.04″ E / 39.5168444°N,3.0225111°E      | 17 de desembre de 2018 |
| Anomenat Marió (15 de juny, 1897 - 23 de setembre de 1936). Fou fuster i pagès fins que la seva afició al dibuix i la pintura el van dur a treballar a la industria S'Alfombrera de Palma. Tot i així, es va associar amb el seu germà i van obrir una fusteria a Porreres, segurament a causa del seu casament (1926) i el desig de treballar vora els seus. Activista social i membre del Partit Republicà Federal, va col·laborar a la premsa local i fou president de la Lliga d'Agricultors de Porreres i de la Societat El Porvenir. Fou fundador de Esquerra Republicana Balear a Porreres i el març de 1936 fou designat batlle i president de la Comissió gestora del Front Popular. Seguint les lleis republicanes prohibí les processons de Setmana Santa i això originà un greu conflicte amb l'església local. A causa del cop d'estat, Climent Garau i el seu germà es van amagar foravila fins que fatalment foren detinguts a finals de setembre. Foren segrestats, humiliats i torturats abans de ser assassinats al camí dels Reis, a Palma. L'any 2005 Climent Garau Joan fou anomenat fill il·lustre de Porreres. |                                 |                           |                                              |                                                                 |                        |
| | Bàrbara García Doreto           | Santa Eulària des Riu     |                                              |                                                                 |                        |
| |                                 |                           |                                              |                                                                 |                        |
| | José García Rodríguez           | Maó                       | Plaça Bastió                                 | 39° 53′ 21.42″ N, 4° 15′ 45.22″ E / 39.8892833°N,4.2625611°E    | 7 de març de 2021      |
| |                                 |                           |                                              |                                                                 |                        |
| | María García Sanchís            | Barcelona                 |                                              |                                                                 |                        |
| |                                 |                           |                                              |                                                                 |                        |
| | Jaume Garcias Obrador           | Palma                     | Plaça de l’Ajuntament                        | 39° 34′ 9.243″ N, 2° 38′ 59.401″ E / 39.56923417°N,2.64983361°E | 18 de desembre de 2018 |
| |                                 |                           |                                              |                                                                 |                        |
| | Sebastià Garriga Arrom          | Maó                       | C/ Sant Roc 3                                | 39° 53′ 22.37″ N, 4° 15′ 50.64″ E / 39.8895472°N,4.2640667°E    | 7 de març de 2021      |
| |                                 |                           |                                              |                                                                 |                        |
| | Joan Gelabert Miguel            | Sineu                     | Ajuntament de Sineu                          | 39° 38′ 38.59″ N, 3° 0′ 37.82″ E / 39.6440528°N,3.0105056°E     | 21 de maig de 2021     |
| |                                 |                           |                                              |                                                                 |                        |
| | Bartomeu Ginard Genovard        | Artà                      | C/ de na Crema 29                            | 39° 41′ 50.12″ N, 3° 20′ 52.66″ E / 39.6972556°N,3.3479611°E    | 24 de febrer de 2021   |
| De malnom Butler. Va formar part dels que, avisats que l'endemà els detindrien, la nit de Sant Jaume de 1936 es dispersaren per les muntanyes. Ell s’hauria fet mal a un peu i fou traslladat a Artà. Quan acabà la convalescència anà el 10 de setembre, amb 22 anys, amb son pare a la finca de na Marranxa on l'esperava emboscat un grup de feixistes que li dispararen per l'esquena. La ferida no el va matar i després d’un llarg itinerari que no s’ha pogut aclarir bé va morir —segons la versió oficial, qüestionada si no desmentida— a Manacor. Altres veus han assegurat que fou acabat de matar a les immediacions del coll d’Artà i enterrat per allà, possiblement en un forn de calç o en un xaragall prop de la carretera. El 2020 s’excavà un dels forns de calç on hom preveia localitzar-ne les despulles, però el resultat va ser negatiu. |                                 |                           |                                              |                                                                 |                        |
| | Manuel Gómez García             | Alaior                    | Plaça des Pla Borrassos                      | 39° 56′ 5.43″ N, 4° 8′ 50.59″ E / 39.9348417°N,4.1473861°E      | 5 de març de 2021      |
| (Valencia de Mombuey, Badajoz, 1911 – la Mola, 1939) Manuel neix a Valencia de Mombuey l’any 1911. És fill d’Andrés Gómez i Asunción García, de Ronda, municipi de Màlaga. El pare és carrabiner i durant anys va estar de servei en ambaixades espanyoles. Manuel Gómez fa el servei militar a Mallorca, entre 1933-1934. Gómez arriba a Maó l’any 1935. És un jove educat, fill de carrabiner agregat a les ambaixades espanyoles. Per aquest motiu, Miguel ha viscut a Gibraltar, Casablanca, Palerm... i domina l’anglès, el francès i l’àrab. Ve a Menorca com a intèrpret de telecomunicacions. Durant un temps viu a una casa del carrer Maó d’Alaior, on treballa de lampista. A Alaior coneix a Laieta Pons Josefa. Al cap de pocs mesos, entre 1936 i 1937, la parella s’ajunta. Quan es produeix el pronunciament militar, Manuel és un dels homes que recuperaran l’Ajuntament per a la República. Després d’uns dies malalt, Gómez García marxa al desembarcament a Mallorca. Poc després passa a Barcelona, on està més d’un mes internat a l’Hospital Clínic. Quan torna, ja a finals de novembre de 1936, s’incorpora voluntari al Regiment d’Infanteria núm. 37. És acceptada la seva sol·licitud i marxa destacat a Son Bou, on, després d’aprovar un examen, és nomenat sergent i destinat a Alaior. El vespre del 8 de febrer de 1939 cau en el parany del buc presó Atlante. Manuel Gómez García és encausat en la Causa 3/1939. El 17 de febrer de 1939 té lloc el consell de guerra a Maó, que acorda la pena de mort per a Manuel. El dia 20 de març de 1939, Manuel Gómez García mor executat als murs de la Mola. Segons els arxius municipals, el cadàver és inhumat a la fosa comú núm. 15 del primer eixample. Segons un altre document, també municipal, és inhumat a la fosa comú núm. 16. Segons els documents oficials el desembre de 1951, les restes de Gómez García són traslladades al cementeri d’Alaior. |                                 |                           |                                              |                                                                 |                        |
| | Joan Gómez Ripoll               | Eivissa                   |                                              |                                                                 |                        |
| |                                 |                           |                                              |                                                                 |                        |
| | Belarmina González Rodríguez    | Palma                     | Plaça Sant Francesc Xavier                   | 39° 34′ 24.39″ N, 2° 40′ 20.35″ E / 39.5734417°N,2.6723194°E    | 28 de febrer de 2021   |
| Natural de Palència, tenia 22 anys i vivia al barri palmesà de la Soledat. Fou detinguda i tancada a la Presó de dones del carrer Sales el 31 de desembre de 1936. Desaparegué la Nit de Reis de 1937. Fou assassinada a Porreres juntament amb Aurora Picornell, Catalina Flaquer i les seves filles Maria i Antònia Pascual Flaquer. |                                 |                           |                                              |                                                                 |                        |
| | Gabriela Grimalt Sitjar         | Manacor                   | C/ General Barceló, 6                        | 39° 34′ 9″ N, 3° 12′ 30.58″ E / 39.56917°N,3.2084944°E          | 27 de febrer de 2021   |
| Nascuda el 1882, va ser assassinada l’1 de setembre de 1936. |                                 |                           |                                              |                                                                 |                        |
| | Joan Guasch Juan                | Santa Eulària des Riu     |                                              |                                                                 |                        |
| |                                 |                           |                                              |                                                                 |                        |
| | Isidoro Guerra González         | Maó                       | C/ Sant Joan, 17                             | 39° 53′ 11.41″ N, 4° 16′ 8.04″ E / 39.8865028°N,4.2689000°E     | 6 de març de 2021      |
| (Maó, ca. 1903 - la Mola, 1939) Militar Executat a la Mola. Isidoro neix a Maó el 1903. És fill de Basilio Guerra Arranz i Jerònima González Llopis (Maó, 1878). Son pare és un músic militar que arriba a Menorca a principis del segle xx. Amb el matrimoni amb Jerònima, s’integra a la societat maonesa; a més de sonar amb la banda de música del Regiment, també ho fa amb la municipal. Fa carrera militar. No hem trobat la filiació militar d’Isidoro, però per notícies de premsa sabem que el 1925 és sergent del Batalló Expedicionari Maó núm. 63, ubicat a Tetuán, en plena guerra colonial, fet que confirma una fotografia que reproduïm. Amb ell, també hi va el seu germà, Basilio. Isidoro pren part en el denominat Desembarcament d’Alhucemas. El juliol d’aquest any passa del RIM núm. 63 de Maó al RI núm. 37 de Múrcia. El juny de 1926 sabem que va tornar al RIM núm. 63, procedent del Regiment d’Infanteria Melilla núm. 59. Ja a l’any 1930 trobem Isidoro en el Regiment d’Infanteria de Sigüenza (Guadalajara). L’any 1931 passa al Regiment d’Infanteria de San Marcial núm. 22 de Burgos. L’any 1929, Isidoro ja s’ha casat amb Paulina Altuvez Guerra. Paulina, cosina d’Isidoro, és filla de família acomodada, que ha estudiat disseny de moda a París. La parella tindrà quatre fills: Pilar (Madrid, 1930), Isidoro (Burgos, 1932), Elena (Madrid, ca. 1934) i Carmen (Madrid, 1935). Els llocs de naixement ens donen idea dels punts on serveix Isidoro Guerra i mostren la seva vida militar nòmada. Com cada estiu, la família Guerra es torna a trobar a Maó el juliol de 1936. Aquest cop hi són tots, ja que Basilio, que ha entrat a la Guàrdia d’Assalt, fa poc que ha aconseguit plaça a Maó, on ha ascendit a caporal. Basilio ja està casat amb Luisa. Aquest cop lloguen una caseta a Cala Llonga. El 19 o el 20 de juliol —no podem confirmar el dia exacte—, Isidoro es presenta d’uniforme a la Comandància Militar i fa que l’acompanyin, també uniformats, Ramón, el germà, i Luís, el cosí. Els tres s’havien presentat uns dies abans, a l’arribada a Maó, com a militars transeünts. Després de dos dies de procediment es reuneix el consell de guerra el 14 de febrer de 1939, presidit pel coronel d’infanteria José Ferrer Ibáñez. El tribunal acorda la pena de mort. Isidoro Guerra és executat a les 5.30 h del dia 1 d’abril de 1939, a la Mola. El piquet l’han format soldats del Batalló Expedicionari d’Artilleria i de la Companyia Expedicionària de Sapadors. En el certificat de defunció es diu que ha estat enterrat a la fossa comuna núm. 23 del primer eixample del cementeri de Maó. El 16 de juny de 1952 les seves restes seran traslladades al nínxol núm. 529 del tercer eixample. |                                 |                           |                                              |                                                                 |                        |
| | Agustí Gutiérrez Serra          | Eivissa                   |                                              |                                                                 |                        |
| |                                 |                           |                                              |                                                                 |                        |
| | Just Gutiérrez Serra            | Eivissa                   |                                              |                                                                 |                        |
| |                                 |                           |                                              |                                                                 |                        |
| | Ernst Heinemann                 | Palma                     | C/ Robert Graves (Antic C/ Bonanova, 82)     | 39° 33′ 41.77″ N, 2° 37′ 30.47″ E / 39.5616028°N,2.6251306°E    | 28 de febrer de 2021   |
| Jueu alemany casat amb Irene Heinemann. Tenien dues filles, vivien a Palma, concretament al barri del Terreno. Es varen exiliar a Mallorca els anys 30, fugint de l’Alemanya nazi de Hitler. Però els feixistes no els deixaren tranquils, i la Gestapo i la policia franquista els seguien perseguint. L’any 1940 reberen una carta de la Falange amb l’ordre d’abandonar l’illa; no suportaren la pressió i dia 23 de juny de 1940 decidiren suïcidar-se. N’Ernst tenia 62 anys i na Irene 61, tots dos estan enterrats al cementiri de Palma. |                                 |                           |                                              |                                                                 |                        |
| | Irene Heinemann                 | Palma                     | C/ Robert Graves (Antic C/ Bonanova, 82)     | 39° 33′ 41.77″ N, 2° 37′ 30.47″ E / 39.5616028°N,2.6251306°E    | 28 de febrer de 2021   |
| Jueva alemanya casada amb Irene Heinemann. Tenien dues filles, vivien a Palma, concretament al barri del Terreno. Es varen exiliar a Mallorca els anys 30, fugint de l’Alemanya nazi de Hitler. Però els feixistes no els deixaren tranquils, i la Gestapo i la policia franquista els seguien perseguint. L’any 1940 reberen una carta de la Falange amb l’ordre d’abandonar l’illa; no suportaren la pressió i dia 23 de juny de 1940 decidiren suïcidar-se. N’Ernst tenia 62 anys i na Irene 61, tots dos estan enterrats al cementiri de Palma. |                                 |                           |                                              |                                                                 |                        |
| | Margalida Jaume Vanrell         | Manacor                   | Plaça des convent                            | 39° 34′ 8.91″ N, 3° 12′ 26.5″ E / 39.5691417°N,3.207361°E       | 27 de febrer de 2021   |
| Nascuda el 1896 a Llubí, vivia a Manacor, estava casada i tenia dues filles. Regentava amb el seu home una rellotgeria, estava embarassada de set mesos. Fou detinguda i tancada a la Comissaria de Manacor. D’allà fou treta el 28 d’agost de 1936 i assassinada, juntament amb el seu home, Antoni Alomar Mas. |                                 |                           |                                              |                                                                 |                        |
| | Vicent Juan Torres              | Eivissa                   |                                              |                                                                 |                        |
| |                                 |                           |                                              |                                                                 |                        |
| | Matilde Landa Vaz               | Madrid                    |                                              |                                                                 |                        |
| |                                 |                           |                                              |                                                                 |                        |
| | Joan Llompart Garau             | Algaida                   | Camí de l'estació, 21                        | 39° 33′ 47.99″ N, 2° 53′ 57.89″ E / 39.5633306°N,2.8994139°E    | 26 de febrer de 2021   |
| Anomenat de Can Puig. Va néixer a Algaida el 27 d’agost del 1903. De ben jove parteix a França per motius de feina. Durant els primers mesos del conflicte, comença a col·laborar amb els maquis, a la resistència francesa. Els motius que l’impulsen a fer-ho no són ideològics ni polítics, sinó de sentiment de deute al poble que l’ha acollit. És detingut el 13 de maig de 1944, interrogat i torturat. Davant el seu mutisme, és empresonat i, posteriorment, traslladat al camp d’extermini de Buchenwald, conegut per la seva crueltat. El mes de setembre el transporten al camp satèl·lit de les mines de sal de Plömnitz (a Turíngia). És alliberat el 14 d’abril de 1945 per l’Armada dels Estats Units. En Joan va aconseguir reconstruir la seva vida, establint-se definitivament al poble d’Annemasse (França), on teixí una forta amistat amb altres camarades alliberats, militant activament a l’Association nationale d’anciennes déportées. Va morir el desembre de 1980. |                                 |                           |                                              |                                                                 |                        |
| | Llorenç Llull Duran             | Sant Llorenç              | Plaça de l'Ajuntament                        | 39° 36′ 40.88″ N, 3° 17′ 7.6″ E / 39.6113556°N,3.285444°E       | 24 de febrer de 2021   |
| Va néixer a Sant Llorenç el 5 d’agost de 1900. Estava afiliat a Esquerra Republicana Balear. Era germà de Joana, Guillem, Joan i Jaume, de clara significació política d’esquerres. El detingueren junt amb el seu cunyat, tot i que ell va poder fugir. Llorenç va ser assassinat sense judici el 24 d’agost de 1936, a l'edat de 36 anys. |                                 |                           |                                              |                                                                 |                        |
| | Francesca Llull Font            | Manacor                   | C/ Sales, 11                                 | 39° 34′ 10.98″ N, 3° 12′ 34.31″ E / 39.5697167°N,3.2095306°E    | 27 de febrer de 2021   |
| Nascuda a Manacor el 1885, casada, amb una filla i un fill. El seu marit, Llorenç Salas Domenge, fou assassinat el 17 d’agost de 1936. Dos dies després foren detingudes na Francesca i la seva filla, Francesca Salas Llull —nascuda el 1911— i tancades a la presó de Manacor. El 8 de gener de 1937 ambdues foren assassinades al cementiri de Son Coletes. |                                 |                           |                                              |                                                                 |                        |
| | Pere Llull Fullana              | Algaida                   | Plaça de l'ajuntament                        | 39° 33′ 33.96″ N, 2° 53′ 41.41″ E / 39.5594333°N,2.8948361°E    | 17 de desembre de 2018 |
| (Algaida, 1908 - Manacor, 1936). Regentava un comerç. Fou batle d'Algaida per Esquerra Republicana, designat per la comissió gestora de 25 de juny de 1936. Abans fou regidor d'Hisenda i el 17 d'abril autoritzà una diada festiva religiosa a Castellitx i després la vetà "davant l'actual situació i per evitar desordres". Va rebre un avís de mort: li penjaren un cap d'ase a la porta de ca seva. El detingueren (16-08-1936) i el conduïren a la Casa de la Vila des d'on, a la nit, el portaren a Son Coletes, juntament amb vuit algaidins més, entre ells el seu pare Pere i el seu germà Antoni. Moriren tots cremats - els tres Tirons de viu en viu, així com també el seu amic (regidor i líder republicà) Llorenç Antich Móra. En Pere Llull tenia vint-i-set anys i estava casat. |                                 |                           |                                              |                                                                 |                        |
| | Josep Marí Juan                 | Palma                     | C/ De les Corralasses, 9                     | 39° 34′ 12″ N, 2° 39′ 1.75″ E / 39.57000°N,2.6504861°E          | 17 de desembre de 2018 |
| |                                 |                           |                                              |                                                                 |                        |
| | Manuel Marquès Pons             | Ciutadella                | C/ De sa Carnisseria, 27                     | 40° 0′ 11.21″ N, 3° 50′ 21.14″ E / 40.0031139°N,3.8392056°E     | 19 de desembre de 2018 |
| |                                 |                           |                                              |                                                                 |                        |
| | Vicent Marí Cardona             | Eivissa                   |                                              |                                                                 |                        |
| |                                 |                           |                                              |                                                                 |                        |
| | Bartomeu Marí Escandell         | Eivissa                   |                                              |                                                                 |                        |
| |                                 |                           |                                              |                                                                 |                        |
| | Eulària Marí Torres             | Sant Joan de Labritja     |                                              |                                                                 |                        |
| |                                 |                           |                                              |                                                                 |                        |
| | Vicens Martorell Martorell      | Mancor de la Vall         | Carrer Simó                                  | 39° 45′ 4.95″ N, 2° 52′ 27.18″ E / 39.7513750°N,2.8742167°E     | 12 de març de 2021     |
| |                                 |                           |                                              |                                                                 |                        |
| | Joan Mas i Verd                 | Montuïri                  | Plaça de l'ajuntament                        | 39° 34′ 2.34″ N, 2° 58′ 56.01″ E / 39.5673167°N,2.9822250°E     | 17 de desembre de 2018 |
| |                                 |                           |                                              |                                                                 |                        |
| | Bartomeu Mascaró Llopis         | Alaior                    | Plaça des Pla Borrassos                      | 39° 56′ 5.43″ N, 4° 8′ 50.59″ E / 39.9348417°N,4.1473861°E      | 5 de març de 2021      |
| va néixer a l’any 1906. Va ser destinat a l’Exèrcit de l’Est a finals de 1938, durant la Guerra Civil. Fou deportat el 4 d’abril de 1941 al camp de Mauthausen-Gusen, on li posaren el número 4204. Finalment pogué sortir amb vida, alliberat pels aliats. No tornaria a Espanya fins l’any 1956. |                                 |                           |                                              |                                                                 |                        |
| | Joan Mascaró Salord             | Ciutadella                | Plaça de la Llibertat                        | 40° 0′ 5.18″ N, 3° 50′ 23.77″ E / 40.0014389°N,3.8399361°E      | 5 de març de 2021      |
| Anomenat Vinyovol. (Ciutadella, 1897 – Palma, 1939) Joan neix a Ciutadella el 17 de desembre de 1897. És fill de Joan Mascaró i Antònia Salord. Joan Mascaró és sabater. Es casa amb Antònia Cortès Salord, filla de Bartomeu Cortès Marquès i germana de Joaquim (Ciutadella, ca. 1906) i Bartomeu (Ciutadella, ca. 1911). Entra de regidor el 20 d’abril de 1931, als 34 anys. Aquell consistori en què s’estrena Mascaró compta amb una majoria del Partit Republicà Radical, els lerrouxistes, encapçalada per Pere Hernández Sastre, metge. Aquesta feina institucional és paral·lela a la pressa de responsabilitats en la Federació Obrera de Ciutadella, versió local de la FOM. El gener de 1932 ja és un dels representants, juntament amb Antoni Moll Moll, i l’històric Guillem Triay Mus, en el congrés d’UGT Balears. Aquest mateix any és membre de la Junta de Protecció de la Infància a Ciutadella. Quan arriba el 1936, Joan Mascaró ja és el líder indiscutible dels socialistes ciutadellencs i una de les persones de més pes en el sindicalisme local. El mateix 23 de març de 1936 es nomena una gestora per dur el timó de l’Ajuntament, malferit per la corrupció. La presidirà el republicà, ja major, Joan López Aragonés; Joan serà novament regidor. El dia 1 d’agost de 1936, obligats pel cop d’estat i l’inici d’una guerra civil, es constitueix una nova gestora. En aquesta, Joan Mascaró n’és el president. La nit del 8 de febrer de 1939, Mascaró es refugia al xalet de Pons Menéndez, antic socialista, al camí de sa Farola. El matí del dia 9 uns guàrdies d’assalt entren a la casa i els menen al «túnel». El túnel és un lloc terrible, on transcorren els primers dies dels presos republicans. El 16 de març, quatre dies després d’iniciar-se el procediment, el jutge instructor va inculpar el sabater. El ciutadellenc continua tancat a la presó de Sant Felip. No sabem per què la causa passa a Mallorca, cosa ben rara, perquè a la majoria els tancaven a Maó. En algunes notes biogràfiques s’afirma que és perquè a Menorca no l’haurien condemnat mai, a mort. El cert és que Joan Mascaró Salord passa el consell de guerra a l’Escola d’Arts i Oficis de Palma el dia 1 d’agost de 1939. El tribunal el condemna a mort el dia 1 d’agost de 1939 i l’auditor aprova el veredicte el 7 d’agost. El 26 d’octubre de 1939, Mascaró és afusellat als murs exteriors del cementeri de Palma. |                                 |                           |                                              |                                                                 |                        |
| | Antoni Mateu Ferrer             | Inca                      | Plaça de l'ajuntament                        | 39° 43′ 16.39″ N, 2° 54′ 35.6″ E / 39.7212194°N,2.909889°E      | 16 de desembre de 2018 |
| |                                 |                           |                                              |                                                                 |                        |
| | Pere Mayol Martorell            | Palma                     | Plaça de la pescateria                       | 39° 34′ 11.03″ N, 2° 39′ 1.88″ E / 39.5697306°N,2.6505222°E     | 17 de desembre de 2018 |
| |                                 |                           |                                              |                                                                 |                        |
| | Llorenç Silveri Mercadal Borrás | Maó                       | Camí des Castell, 154                        | 39° 53′ 8.03″ N, 4° 16′ 8.58″ E / 39.8855639°N,4.2690500°E      | 6 de març de 2021      |
| |                                 |                           |                                              |                                                                 |                        |
| | Jaume Mercadal Orfila           | Alaior                    | C/ del Bisbe, 7                              | 39° 59′ 41.27″ N, 3° 50′ 11.03″ E / 39.9947972°N,3.8363972°E    | 5 de març de 2021      |
| va néixer el 19 d’octubre de l’any 1912. Després de ser destinat a Catalunya, es va exiliar l’any 1939. Abans de ser deportat al camp de Mauthausen-Gusen va passar per diversos camps de refugiats, entre ells el del Barcarès (França). A Mauthausen-Gusen li posaren el número 12403. Moriria assassinat dia 13 d’octubre de 1942, al camp d’extermini del castell de Hartheim. Tenia 30 anys. |                                 |                           |                                              |                                                                 |                        |
| | Gaspar Mesquida Serra           | Montuïri                  | Plaça de l'ajuntament                        | 39° 34′ 4.33″ N, 2° 58′ 54.95″ E / 39.5678694°N,2.9819306°E     | 17 de desembre de 2018 |
| (1908 - Palma, 1936) treballà de xofer i havia emigrat a França, on s'havia amarat de noves idees progressistes. Després de les eleccions del febrer en què el batle anterior havia dimitit i a l'espera de noves eleccions municipals, fou designat alcalde de Montuïri. Després del cop d'estat va ser detingut i assassinat amb Miquel Garcia Baco. Tenia 28 anys i estava casat. |                                 |                           |                                              |                                                                 |                        |
| | Vicenç Miquel Piris             | Artà                      | C/ Almudaina, 15                             | 39° 41′ 24.72″ N, 3° 20′ 53″ E / 39.6902000°N,3.34806°E         | 24 de febrer de 2021   |
| De malnom Pirris. Fou membre històric de l’obrerisme i l'esquerra política d’Artà és considerat l'enllaç entre les primeres generacions i els qui protagonitzaren els fets d’octubre de 1934 i els del Front Popular de les eleccions de 1936. Ocupà càrrecs en la Federació Obrera i el 1920 va ser detingut, amb Joan Escanellas Moll, a rel d’una visita d’un dirigent de la UGT. El febrer de 1922 va signar una carta publicada a El Obrero Balear en què acusava Pere Morell i Olesa de caciquisme i de prendre represàlies contra ell i altres dos obrers per haver votat la candidatura contrària a la maurista. Emigrà a l’Argentina i en tornar el trobam com a membre de l’Aliança Obrera i com a vicepresident de l’Agrupació Socialista. El 1934 va ser un dels onze empresonats pels fets del 6 d’octubre. Va formar part de la Junta Gestora del març de 1936. Detingut el 23 de setembre, passà per diverses presons. El 6 d’octubre de 1937 va ser tret de Can Mir i conduït, possiblement a Porreres on, als 58 anys d’edat, hauria estat assassinat amb Llorenç Muntaner Riera. |                                 |                           |                                              |                                                                 |                        |
| | Pere Miret Preto                | Es Castell                | C/ Del Batle Pons, 5                         | 39° 52′ 49.12″ N, 4° 17′ 29.58″ E / 39.8803111°N,4.2915500°E    | 8 de març de 2021      |
| De malnom Es Moro. Pere Miret Preto neix el 7 de marc de 1888 a es Castell. Els seus pares són Antoni Miret Campos, pescador, i Margarita Preto Pons. L’any 1921, Pere es casa amb Milagros Martorell Ferragut (Llatzeret, 1/07/1901 – es Castell, 2/10/1981). Pere i Milagros marxen a Mallorca cap al 1932. Pere troba col·locació en una fàbrica d’embotits de Manacor i, per aquest motiu, la família hi queda a viure. A pesar que els Miret són una família republicana, ell mai no s’ha destacat per cap activitat de tipus polític. Per això, la família s’estranya tant quan, l’agost de 1936, és detingut i tancat a Manacor. L’acusen, potser per ser menorquí, d’estar implicat en el desembarcament d’en Bayo. El net, Josep Cladera, recorda què li contava sa mare: «un vespre varen entrar els falangistes a ca nostra i el varen dur a tancar». El 4 de setembre les tropes de Bayo, uns quatre mil homes i dones, marxen sense haver aconseguit els seus objectius. El cap militar nacionalista, García Ruiz; el batle repressor, Jaime Jaume, i el comte Rossi, que encén les sangs, inicien la venjança generalitzada. Miret Preto desapareix un dia de setembre, pot ser el mateix dia 4 o els dies immediatament posteriors. Els historiadors han calculat en unes 700 les morts que es produeixen aquests dies, 140 dels quals són de manacorins. El 7 de setembre, Pere demana una flassada a l'esposa. El dia 8 de setembre de 1936, quan li va dur, ja no el va trobar. Li duen que els han duit a Palma. Milagros contacta amb la germana, Catalina, que viu a Palma, per que se’n temi on l’han duit. Un home de Manacor, xofer, fa de veure-la i li diu que no el cerqui a Palma. Li conta que la nit de la desaparició el varen fer conduir un camió, que varen carregar de presos entre els que hi anava en Pere. No sabem quin dia és assassinat Pere Miret Preto. Probablement deu passar entre el 7 i 8 de setembre de 1936, encara que també pot ser el 14 de setembre, que és quan té lloc la gran matança. Quan el 1950 es construeix el cementeri nou, moltes de les restes que es troben a causa de l’ampliació varen anar a parar mesclades a l’ossera comuna del cementeri vell. Per aquesta causa es fa gairebé impossible la seva identificació avui. |                                 |                           |                                              |                                                                 |                        |
| | Manuel Molina Martí             | Palma                     | Plaça de pescateria                          | 39° 34′ 11.49″ N, 2° 39′ 2.27″ E / 39.5698583°N,2.6506306°E     | 17 de desembre de 2018 |
| |                                 |                           |                                              |                                                                 |                        |
| | Ignasi Moll Caymaris            | Ciutadella                | C/ De sa Carnisseria, 27                     | 40° 0′ 9.18″ N, 3° 50′ 21.24″ E / 40.0025500°N,3.8392333°E      | 19 de desembre de 2018 |
| |                                 |                           |                                              |                                                                 |                        |
| | Gabriel Mora Mas                | Palma                     | Plaça de la pescateria                       | 39° 34′ 12.44″ N, 2° 39′ 2.49″ E / 39.5701222°N,2.6506917°E     | 17 de desembre de 2018 |
| |                                 |                           |                                              |                                                                 |                        |
| | Rafael Moya Pujol               | Andratx                   | Carrer Fabioler                              | 39° 34′ 43.32″ N, 2° 21′ 10.37″ E / 39.5787000°N,2.3528806°E    | 16 de març de 2021     |
| |                                 |                           |                                              |                                                                 |                        |
| | Àngel Muerza Esparza            | Ciutadella                | Plaça de la Llibertat                        | 40° 0′ 5.18″ N, 3° 50′ 23.77″ E / 40.0014389°N,3.8399361°E      | 5 de març de 2021      |
| (Madrid, 1908 – la Mola, 1939) Mestre d’escola i dirigent del PSOE. Ángel neix el 29 de novembre de 1908 a Madrid. És fill de Pío Muerza Alzugaray (Aldosilla, 1877) i Matilde Esparza (San Adrián, 1882). La seva mort mostra la persecució de què varen ser objecte els intel·lectuals compromesos amb la República i l’ideari socialista, considerats pels feixistes com els elements més perillosos degut a la seva influència sobre el poble. Ángel Muerza Esparza, llicenciat en Filosofia i Lletres i mestre d’escola. Poc sabem de la seva vida a Madrid. Sabem que entre 1926 i 1927 escriu a la Revista Popular, també que essent alumne de la Universitat és director d’«estudiantina» de la Facultat de Filosofia i Lletres, i que freqüenta la Casa del Poble de la capital. Arriba a Ciutadella a principis dels anys trenta per fer-se càrrec de la reconstituïda Escola Racionalista. Ángel ve a Menorca tot sol i posteriorment ve tota la família. Muerza entra amb la inauguració de l'escola i n’és el seu mestre fins a la guerra, o sigui, durant sis anys. No és estrany que l'escola racionalista s’identifiqui sempre amb el mestre navarrès. Ángel comprèn el paper dels mestres per avançar fins a una nova societat. Serà un dels caps socialistes durant tota aquesta època. És un dels primers detinguts quan triomfa el cop nacionalista i és detingut el 9 de febrer de 1939. El 18 de febrer, tres dies després de l’inici de la causa, ja es reuneix el consell de guerra presidit pel coronel d’infanteria, Diego Navarro Baiges. Muerza és condemnat a mort per les seves idees polítiques. El 18 de març de 1939, després que Franco confirmés les sentències, onze republicans moren executats als murs de la Mola, un d’ells és Angel Muerza Esparza. El seu cos és inhumat a la fosa comuna núm. 13 del primer eixample. El 2 de març de 1953 les restes seran traslladades a Ciutadella, on ara reposen amb les de la seva vídua. |                                 |                           |                                              |                                                                 |                        |
| | Llorenç Muntaner Riera          | Artà                      | C/ de les Parres, 16                         | 39° 41′ 41.54″ N, 3° 20′ 58.37″ E / 39.6948722°N,3.3495472°E    | 24 de febrer de 2021   |
| De malnom Pintat.Empresonat al castell de Bellver el 15 d’agost de 1936, hauria estat tret el 6 de març de 1937 i assassinat als 30 anys, possiblement a Porreres. Era fill de Miquel Muntaner, assassinat el 23 d’agost de 1936, i germà de Maria, empresonada a Manacor entre el 17 d’agost i el 7 de novembre de 1936. Llorenç Pintat havia estat fundador el 1931 de l’Aliança Obrera Artanenca i un dels onze empresonats pels fets d’octubre de 1934. Posteriorment va ser president de la Joventut Socialista. Hom ha contat —i un membre de la família ho té per cert— que l'endemà del seu assassinat quan al matí sa mare va obrir la porta de la casa va trobar sobre el portal la roba del seu fill tacada de sang. |                                 |                           |                                              |                                                                 |                        |
| | Miquel Navarro Campomar         | Palma                     | Camí de la Vileta, 94                        | 39° 35′ 32.08″ N, 2° 37′ 18.92″ E / 39.5922444°N,2.6219222°E    | 17 de desembre de 2018 |
| |                                 |                           |                                              |                                                                 |                        |
| | Antoni Noguera Olives           | Maó                       | C/ Infanta, 142                              | 39° 53′ 5.95″ N, 4° 16′ 1.59″ E / 39.8849861°N,4.2671083°E      | 7 de març de 2021      |
| |                                 |                           |                                              |                                                                 |                        |
| | Miquel Oliver Socias            | Palma                     | Plaça de la pescateria                       | 39° 34′ 12″ N, 2° 39′ 1.75″ E / 39.57000°N,2.6504861°E          | 17 de desembre 2018    |
| |                                 |                           |                                              |                                                                 |                        |
| | Antonio Oliver                  | Llucmajor                 | Plaça de Santa Catalina Thomàs               | 39° 29′ 27.84″ N, 2° 53′ 27.2″ E / 39.4910667°N,2.890889°E      | 15 de març de 2021     |
| |                                 |                           |                                              |                                                                 |                        |
| | Bartomeu Oliver                 | Llucmajor                 | Plaça de Santa Catalina Thomàs               | 39° 29′ 27.84″ N, 2° 53′ 27.2″ E / 39.4910667°N,2.890889°E      | 15 de març de 2021     |
| |                                 |                           |                                              |                                                                 |                        |
| | Joan Palerm Planells            | Eivissa                   |                                              |                                                                 |                        |
| |                                 |                           |                                              |                                                                 |                        |
| | Joan Parera Gomila              | Portocristo               | Plaça de l'ajuntament                        | 39° 32′ 38.89″ N, 3° 20′ 12.55″ E / 39.5441361°N,3.3368194°E    | 18 de desembre de 2018 |
| Conegut com Ramonico (1893 - Manacor, 1936). Fou elegit delegat de batlia a les eleccions de 1936. Fou detingut i assassinat a Manacor el setembre de 1936. |                                 |                           |                                              |                                                                 |                        |
| | Antònia Pascual Flaquer         | Palma                     | Carrer Felicià Fuster / Carrer Joan Maragall | 39° 33′ 41.86″ N, 2° 39′ 54.74″ E / 39.5616278°N,2.6652056°E    | 28 de febrer de 2021   |
| Va néixer el 1903 a Capdepera. Vivia al Molinar, estava casada, era brodadora de professió i militant del Partit Comunista. N’Antònia fou detinguda i tancada a la Presó de dones del carrer Sales el 28 de novembre de 1936. Fou assassinada juntament amb la seva mare i la seva germana Maria la Nit de Reis de 1937 a Porreres. |                                 |                           |                                              |                                                                 |                        |
| | Maria Pascual Flaquer           | Palma                     | Carrer Felicià Fuster / Carrer Joan Maragall | 39° 33′ 41.86″ N, 2° 39′ 54.74″ E / 39.5616278°N,2.6652056°E    | 28 de febrer de 2021   |
| Nascuda el 1914, vivia al Molinar. Era costurera, militava al Partit Comunista, tenia una filla i estava casada amb Josep Julià. Na Maria fou detinguda el 24 de novembre de 1936 i fou tancada a la Presó de dones del carrer Sales d’on desaparegué juntament amb la seva mare i la seva germana el dia 5 de gener de 1937. Fou assassinada aquella nit a Porreres. |                                 |                           |                                              |                                                                 |                        |
| | Guillem Pascual Llodrà          | Sant Llorenç              | Plaça de l'Ajuntament                        | 39° 36′ 36.05″ N, 3° 17′ 2.14″ E / 39.6100139°N,3.2839278°E     | 24 de febrer de 2021   |
| Nascut el 17 de juliol de 1903 a Sant Llorenç. Estava afiliat a Esquerra Republicana Balear i a Societat Obrera. Fou acusat de promoure una vaga de treballadors del camp. Detingut el 26 de setembre de 1936, fou enviat a la presó de Manacor. L’assassinaren l'11 de maig de 1937. Tenia 34 anys. |                                 |                           |                                              |                                                                 |                        |
| | Aurora Picornell Femenies       | Palma                     | Carrer Felicià Fuster / Carrer Joan Maragall | 39° 33′ 41.02″ N, 2° 39′ 56.85″ E / 39.5613944°N,2.6657917°E    | 28 de febrer de 2021   |
| Palmesana del Molinar, nascuda el 1912, casada i amb una filla petita, era sastressa de professió. Responsable de l’organització de dones del Partit Comunista a les Illes Balears, havia estat també membre de la directiva de la Lliga Laica de Mallorca. Sindicalista i feminista, fou la primera impulsora del Dia de la Dona Treballadora a Mallorca. N’Aurora fou detinguda els primers dies del cop d’estat militar. Fou tancada primer a la Presó Provincial de Palma i després a la Presó de dones del carrer Sales, desaparegué juntament amb altres companyes la nit del 5 de gener de 1937. Fou assassinada a la Creu de Porreres. |                                 |                           |                                              |                                                                 |                        |
| | Josep Pizà Moyà                 | Consell                   | Plaça de l'ajuntament                        | 39° 40′ 7.1″ N, 2° 48′ 47.94″ E / 39.668639°N,2.8133167°E       | 17 de desembre de 2018 |
| Conegut també com Pisanet (? 1894 - Palma, 1938), era sabater d'ofici, en concret feia soles de sabata, i aviat es va vincular al Partit Socialista. Presidí la societat obrera El Producto del Trabajo, vinculada a les Joventuts Socialistes i quan fou anomenat batle, des del seu càrrec municipal, va intentar fer desaparèixer l'atur de la vila donant feina als obrers aturats. Va pressionar els terratinents i va canviar els noms dels carrers que tenien connotacions religioses. En la mateixa línia republicana va tancar el col·legit religiós per ordre ministerial general acatant les lleis republicanes. En esclatar el cop d'estat va entregar la vara d'alcalde i els papers al cap de Falange. El van acusar d'incitar els obrers a la vaga i, així, l'onze d'abril del trenta-vuit, compareixia amb vint-i-nou persones més (12 homes i 7 dones), tots del seu poble, davant un Tribunal Militar constituït a l'Escola d'Arts i Oficis de Palma. De fet era un judici al poble de Consell, ja que es dictaminaren vint-i-cinc penes de mort i quatre cadenes perpètues. Després els executats sols foren tres: els germans Sureda: en Nofre i Sebastià, lliurepensadors i republicans i el batle, Josep Pizà. Pisanet fou executat a les sis del matí de dia vuit d'octubre del trenta-vuit, a l'hemicicle del cementiri de la Ciutat de Palma. Tenia només quaranta-tres anys i estava casat. |                                 |                           |                                              |                                                                 |                        |
| | Antoni Planells Bonet           | Eivissa                   |                                              |                                                                 |                        |
| |                                 |                           |                                              |                                                                 |                        |
| | Antoni Planells Guasch          | Formentera                |                                              |                                                                 |                        |
| |                                 |                           |                                              |                                                                 |                        |
| | Pasqual Pomar Bellafont         | Palma                     | Plaça de la pescateria                       | 39° 40′ 7.1″ N, 2° 48′ 47.94″ E / 39.668639°N,2.8133167°E       | 17 de desembre de 2018 |
| |                                 |                           |                                              |                                                                 |                        |
| | Leandro Pons Femenías           | Maó                       | Carrer s’Arrevaleta, 29                      | 39° 53′ 18.33″ N, 4° 15′ 56.34″ E / 39.8884250°N,4.2656500°E    | 7 de març de 2021      |
| |                                 |                           |                                              |                                                                 |                        |
| | Ramon Pons Jover                | Es Migjorn Gran           | Plaça Pla de l’Esglèsia                      | 39° 56′ 47.83″ N, 4° 2′ 58.43″ E / 39.9466194°N,4.0495639°E     | 5 de març de 2021      |
| va néixer l’any 1907. Destinat al front de guerra a la península, s’exilia l’any 1939. Seria deportat al camp de Mauthausen-Gusen l’any 1941, del qual va aconseguir sortir amb vida després de ser alliberat pels aliats. Posteriorment va reunir-se amb la seva família a França, on moriria el 14 d’abril de 1989. |                                 |                           |                                              |                                                                 |                        |
| | Joan Pons Mercadal              | Maó                       | C/ Santa Victòria, 29                        | 39° 53′ 26.92″ N, 4° 15′ 28.51″ E / 39.8908111°N,4.2579194°E    | 17 de març de 2021     |
| |                                 |                           |                                              |                                                                 |                        |
| | Honorat Puigcerver Amengual     | Llucmajor                 | Plaça de Santa Catalina Tomàs                | 39° 29′ 27.84″ N, 2° 53′ 27.2″ E / 39.4910667°N,2.890889°E      | 15 de març de 2021     |
| |                                 |                           |                                              |                                                                 |                        |
| | Antoni Ramón Prats              | Sant Antoni de Portmany   |                                              |                                                                 |                        |
| |                                 |                           |                                              |                                                                 |                        |
| | Vicent Ramon Tur                | Eivissa                   |                                              |                                                                 |                        |
| |                                 |                           |                                              |                                                                 |                        |
| | Jaume Rebassa Garcies           | Palma                     | C/ Bellpuig, 9                               | 39° 34′ 21.87″ N, 2° 37′ 50.81″ E / 39.5727417°N,2.6307806°E    | 17 de desembre de 2018 |
| |                                 |                           |                                              |                                                                 |                        |
| | Miquel Riera Parera             | Sant Llorenç              | Plaça de l'Ajuntament                        | 39° 36′ 36.05″ N, 3° 17′ 2.37″ E / 39.6100139°N,3.2839917°E     | 24 de febrer de 2021   |
| Nascut a Sant Llorenç el 10 de febrer de 1887. Era membre d’Esquerra Republicana Balear. Durant el desembarcament del capità Bayo, com molts altres veïnats, pujà al telègraf per veure els vaixells que desembarcaven. Un testimoni diu que encoratjar als avions republicans que els sobrevolaven. Detingut el 25 de setembre, fou assassinat l’onze de maig de 1937. |                                 |                           |                                              |                                                                 |                        |
| | Josep Riera Mayans              | Formentera                |                                              |                                                                 |                        |
| |                                 |                           |                                              |                                                                 |                        |
| | Vicent Riera Torres             | Sant Josep de sa Talaia   |                                              |                                                                 |                        |
| |                                 |                           |                                              |                                                                 |                        |
| | Ernesto Rodríguez Mínguez       | Maó                       | Plaça Bastió                                 | 39° 53′ 21.42″ N, 4° 15′ 45.22″ E / 39.8892833°N,4.2625611°E    | 7 de març de 2021      |
| |                                 |                           |                                              |                                                                 |                        |
| | Jaume Roig Mayans               | Formentera                |                                              |                                                                 |                        |
| |                                 |                           |                                              |                                                                 |                        |
| | Llorenç Roses Bermejo           | Sóller                    | Plaça de l'ajuntament                        | 39° 45′ 58.38″ N, 2° 42′ 54.49″ E / 39.7662167°N,2.7151361°E    | 16 de desembre de 2018 |
| (Arecibo, Puerto Rico 1895 - Palma 1936). D'origen solleric, fill de pares emigrants a Ultramar, fou un home emprenedor i innovador. Des de petit (1900) va viure a Sóller i posteriorment es va dedicar als negocis empresarials. Molt aviat va impulsar la projecció turística de Calvià, ja que havia comprat uns terrenys amb el seu cosí Llorenç Roser Borràs al 1925. Eren les possessions calvianeres de ses Planes i son Caliu, on va emprendre la urbanització que fou aprovada el 1935. Va anomenar la zona com Palmanova. El projecte es va estroncar quan van ser confiscats els béns del propietari al 1936. D'ideologia republicana, aviat es va implicar políticament ja que els seus ideals no congeniaven amb el caciquisme illenc. Així, entre abril i juny de 1931 fou batle interí de Sóller com a president d'una comissió gestora. Posteriorment, milità a Esquerra Republicana Balear, i es donà el cas de que era cunyat del doctor Emili Darder, darrer batlle republicà de Palma. Quan s'inicià la Guerra Civil fou detengut i condemnat a 30 anys. Posteriorment, fou condemnat a la pena capital, ja que els seus enemics el volien mort. Fou afusellat en el cementiri de Palma. Es considera que la seva execució, com la de Bernat Marquès, fou una mesura intimidatòria contra la burgesia mallorquina que havia donat suport a la Segona República. Tenia quaranta-un anys i estava casat. En l'actualitat té un carrer dedicat a Palmanova. |                                 |                           |                                              |                                                                 |                        |
| | Ernest Rosselló Gornés          | Fornells                  | c/ Major, 19                                 | 40° 3′ 21.57″ N, 4° 7′ 50.33″ E / 40.0559917°N,4.1306472°E      | 5 de març de 2021      |
| va néixer l’any 1917. Exiliat l’any 1939 mitjançant el creuer britànic Devonshire, faria una primera estada al camp de refugiats d’Argelers (França). Més tard, a l’any 1941, seria deportat al camp de Mauthausen-Gusen amb el número 13192. Aquell mateix any moriria exterminat, concretament en la Nit de Nadal. Tenia 24 anys. |                                 |                           |                                              |                                                                 |                        |
| | Pere Rosselló Oliver            | Alaró                     | Plaça de l'ajuntament                        | 39° 42′ 21.08″ N, 2° 47′ 21.06″ E / 39.7058556°N,2.7891833°E    | 17 de desembre de 2018 |
| (Alaró 1890 - Palma 1936). Fou un sabater compromès amb els seus companys, sindicalista i polític. Fou dirigent de les societats obreres d'Alaró La Recompensa del Obrero i La Fraternidad. Fou president (1931-36) de l'Agrupació Socialista d'Alaró. El 1931, fou elegit batle del seu poble. Arran dels fets d'octubre de 1934 fou desposseït del càrrec i empresonat. Després del triomf del Front Popular (eleccions del mes de febrer de 1936) es va amagar. Sembla que decidí entregar-se però fou executat (desembre del mateix any) al cementeri de Palma. Els que el van conèixer assenyalen el seu tarannà conciliador i mesurat. |                                 |                           |                                              |                                                                 |                        |
| | Antoni Rosselló Roig            | Eivissa                   |                                              |                                                                 |                        |
| |                                 |                           |                                              |                                                                 |                        |
| | Vicent Rotger Mercadal          | Maó                       | C/ Santa Eulàlia, 74                         | 39° 53′ 10.07″ N, 4° 16′ 10.39″ E / 39.8861306°N,4.2695528°E    | 6 de març de 2021      |
| |                                 |                           |                                              |                                                                 |                        |
| | Josep Roy Rivas                 | Palma                     | C/ Colom, 20                                 | 39° 34′ 14.13″ N, 2° 39′ 4.41″ E / 39.5705917°N,2.6512250°E     | 17 de desembre de 2018 |
| |                                 |                           |                                              |                                                                 |                        |
| | Bartomeu Rullan Socias          | Escorca                   | Plaça del Lledoner                           | 39° 49′ 21.4″ N, 2° 53′ 1.43″ E / 39.822611°N,2.8837306°E       | 26 de maig de 2021     |
| |                                 |                           |                                              |                                                                 |                        |
| | Francesca Salas Llull           | Manacor                   | C/ Sales, 11                                 | 39° 34′ 10.98″ N, 3° 12′ 34.47″ E / 39.5697167°N,3.2095750°E    | 27 de febrer de 2021   |
| Nascuda a Manacor el 1911 i filla de Francesca Llull Font. El seu pare, Llorenç Salas Domenge, fou assassinat el 17 d’agost de 1936. Dos dies després foren detingudes na Francesca i la seva mare, Francesca Llull Font, i tancades a la presó de Manacor. El 8 de gener de 1937 ambdues foren assassinades al cementiri de Son Coletes. |                                 |                           |                                              |                                                                 |                        |
| | Pilar Sánchez Llabrés           | Palma                     | Plaça Sant Francesc Xavier                   | 39° 34′ 24.39″ N, 2° 40′ 20.28″ E / 39.5734417°N,2.6723000°E    | 28 de febrer de 2021   |
| Nascuda a Palma, vivia al barri de la Soledat. Placera de professió, era militant socialista, estava casada i amb fills. Na Pilar s’amagà perquè sabia que la cercaven, però finalment fou localitzada i assassinada a Sencelles el 18 de setembre de 1936. Tenia 33 anys i el seu marit fou també detingut i torturat. |                                 |                           |                                              |                                                                 |                        |
| | Rafel Saura Moll                | Maó                       | C/ Sant Josep 39                             | 39° 53′ 13.42″ N, 4° 15′ 40.28″ E / 39.8870611°N,4.2611889°E    | 17 de març de 2021     |
| |                                 |                           |                                              |                                                                 |                        |
| | Tomàs Seguí Seguí               | Esporles                  | Plaça de l'ajuntament                        | 39° 40′ 7.73″ N, 2° 34′ 39.61″ E / 39.6688139°N,2.5776694°E     | 16 de desembre de 2018 |
| Anomenat Ramellí, (Esporles, 24 de desembre de 1891 - Porreres, 4 de febrer de 1937) fou un treballador i polític mallorquí membre del PSOE des de 1916. Fou president de la Federació Gremial esporlerina i el 1920 fou regidor. Es va dedicar a millorar les condicions de vida i protecció dels menors, així com la sanitat pública. Amb la dictadura de Primo de Rivera, que dissolgué els ajuntaments, Tomàs Seguí va marxar a Cuba, on va treballar de carboner a Cienfuegos amb altres veïns emigrants d'Esporles. Va tornar a Espanya el 1927. El 1931, a les eleccions municipals, va ser elegit regidor i després alcalde. Va destacar per les obres de sanejament públic, canalització i proveïment d'aigua potable (un problema que persistia a la zona des de feia molts anys) i les obres escolars i dotació dels centres educatius. Després dels fets d'octubre del 34, fou destituït i empresonat. L'agrupació socialista i la Casa del Poble local van ser clausurades. Després de les eleccions generals de 1936 fou rehabilitat en el seu càrrec. En produir-se el cop d'estat de juliol de 1936 va aconseguir amagar-se un temps en la mateixa localitat amb l'ajuda dels seus veïns, però va ser descobert i detingut el 1937 en haver fracassat tots els intents de fugida de Mallorca. Traslladat a la presó, la seva esposa no va aconseguir identificar-ho a causa del rostre desfigurat per la tortura. A principis de febrer de 1937 va ser executat sense cap judici i llançat a una fossa del cementiri de Porreres. |                                 |                           |                                              |                                                                 |                        |
| | Joan Servera Pons               | Sóller                    |                                              | 39° 47′ 48.93″ N, 2° 41′ 41.12″ E / 39.7969250°N,2.6947556°E    | 2 de juny de 2021      |
| |                                 |                           |                                              |                                                                 |                        |
| | Crescenci Sintes Pous           | Maó                       | C/ Sant Joan 51                              | 39° 53′ 12.95″ N, 4° 16′ 10.81″ E / 39.8869306°N,4.2696694°E    | 6 de març de 2021      |
| |                                 |                           |                                              |                                                                 |                        |
| | Guillem Torrens Sastre          | Palma                     | Plaça de la pescateria                       | 39° 34′ 12.08″ N, 2° 39′ 2.2″ E / 39.5700222°N,2.650611°E       | 17 de desembre de 2018 |
| |                                 |                           |                                              |                                                                 |                        |
| | Joan Torres Ribas               | Sant Joan de Labritja     |                                              |                                                                 |                        |
| |                                 |                           |                                              |                                                                 |                        |
| | Pere Vallespir Amengual         | Costitx                   | Plaça de l'ajuntament                        | 39° 39′ 27.89″ N, 2° 57′ 0.14″ E / 39.6577472°N,2.9500389°E     | 17 de desembre de 2018 |
| Li deien En Bubo. Trenta-vuit anys. Casat. No pertanyia a cap partit polític, tot i que havia estat batle dins el període republicà, però mantenia una ferma amistat amb el notari Molina de Sineu, que era un home extremadament polititzat. Treballava de forner i, a estones perdudes, feia de carter. Ho tenia decidit: seria carter, quan el seu pare es retiràs de l'ofici. Hauria estat carter, si un desset d'agost del trenta-sis, la Guàrdia Civil de Sencelles no l'hagués detingut a ca seva. El mateix vespre el traslladaren a Palma, i fou lliurat a l'antiga Casa del Poble, controlada per homes de Falange. De llavors ençà no s'ha sabut res més d'ell. |                                 |                           |                                              |                                                                 |                        |
| | Bartomeu Vallori Andrade        | Eivissa                   |                                              |                                                                 |                        |
| |                                 |                           |                                              |                                                                 |                        |
| | Josep Maria Van-Walre Coloma    | Es Castell                | C/ Stuart 40                                 | 39° 52′ 51.29″ N, 4° 17′ 16.56″ E / 39.8809139°N,4.2879333°E    | 8 de març de 2021      |
| va néixer a l’any 1902. S’exilià l’any 1939 i seria deportat al camp de MauthausenGusen l’any 1941. Moriria amb el número 13244 el mateix any, concretament el 6 de desembre. Tenia 39 anys. La seva família no sabria res del fatal desenllaç fins a l’any 1961. |                                 |                           |                                              |                                                                 |                        |
| | Rafel Xamena Moll               | Palma                     | C/ Rafel Xamena                              | 39° 34′ 33.96″ N, 2° 38′ 14.06″ E / 39.5761000°N,2.6372389°E    | 17 de desembre de 2018 |
| |                                 |                           |                                              |                                                                 |                        |